# Lhok Geuletuet
Lhok Geuletuet is een bestuurslaag in het regentschap Aceh Utara van de provincie Atjeh, Indonesië. Lhok Geuletuet telt 260 inwoners (volkstelling 2010).